# Art Basel

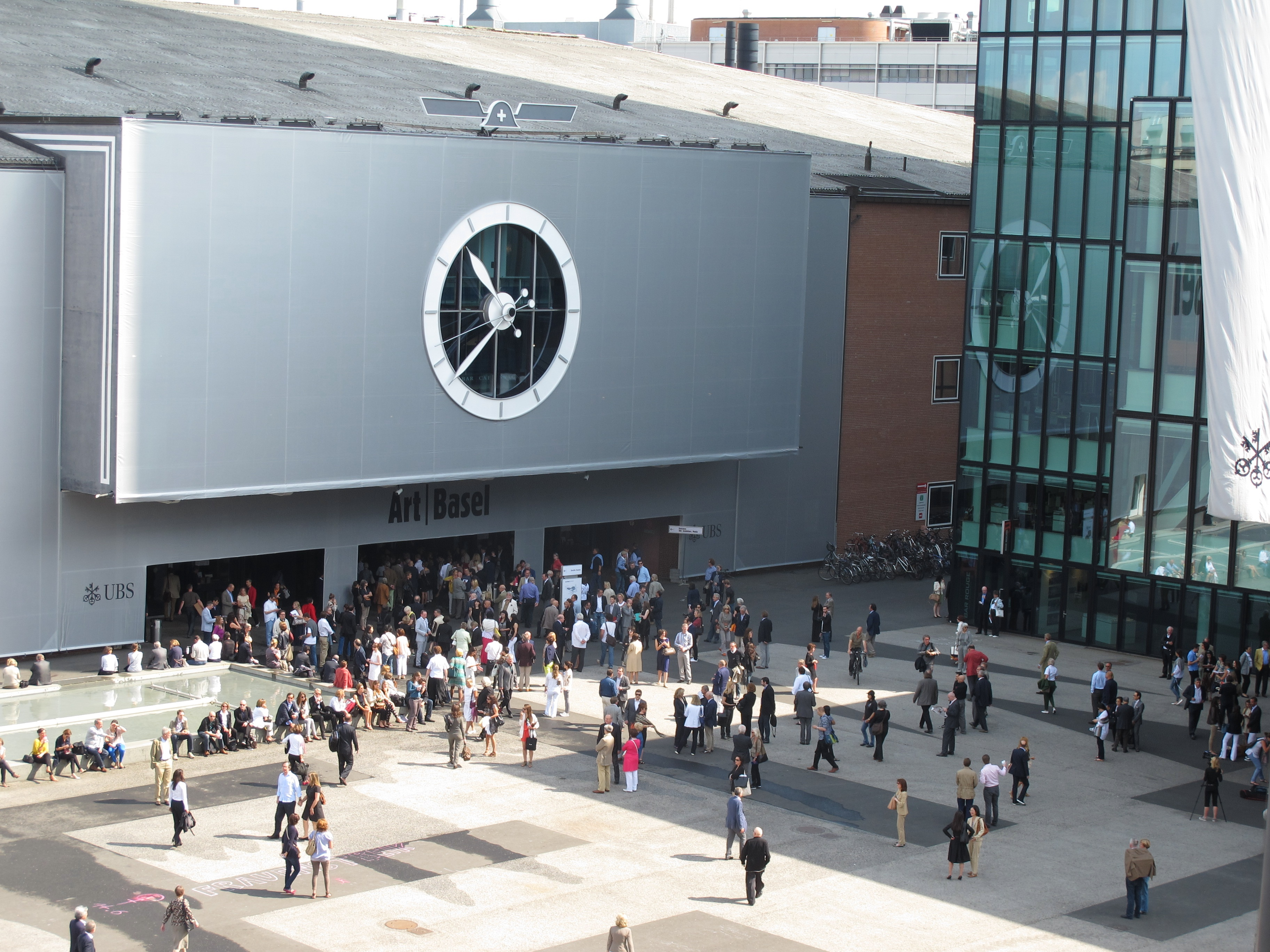
Art Basel, editie 2011

Art Basel is een grote, prestigieuze kunstbeurs voor hedendaagse kunst, sinds 1969 jaarlijks gehouden in de Zwitserse stad Bazel, Miami Beach in Florida en Hongkong.
De beurs geeft een overzicht van de kunsthandel en het 'kunstgebeuren' buiten overheidsmusea, biënnales, Documenta en wat dies meer zij voor hedendaagse kunst. Sommige galerieën uit het Nederlandse taalgebied en Brussel zijn of waren daar vertegenwoordigd zoals Galerie Paul Andriesse en Annet Gelink Gallery uit Amsterdam, Jan Mot, Xavier Hufkens, Galerie Rodolphe Janssen en Galerie Greta Meert uit Brussel en Zeno X Gallery uit Antwerpen.
Andere belangrijke internationale, hedendaagse kunstbeurzen zijn de Armory Show in New York en de Frieze Art Fair in Londen.